# Окна Дежулуј (Клуж)
Окна Дежулуј (рум. Ocna Dejului) насеље је у Румунији у округу Клуж у општини Деж. Oпштина се налази на надморској висини од 253 m.

## Становништво
Према подацима из 2002. године у насељу је живело 2481 становника.

### Попис2002.
| Расподела становништва по националности 2002.‍ | Расподела становништва по националности 2002.‍ | Расподела становништва по националности 2002.‍ | Расподела становништва по националности 2002.‍ | Расподела становништва по националности 2002.‍ |
| --------------------------------------------- | --------------------------------------------- | --------------------------------------------- | --------------------------------------------- | --------------------------------------------- |
|                                               |                                               |                                               |                                               |                                               |
| Румуни                                        | Румуни                                        |                                               | 2.097                                         | 84,6%                                         |
| Мађари                                        | Мађари                                        |                                               | 376                                           | 15,2%                                         |
| Роми                                          | Роми                                          |                                               | 5                                             | 0,2%                                          |